# Thomas Gutberlet
Thomas Gutberlet (* 1969 in Würzburg) ist ein deutscher Unternehmer und war von 2009 bis 2024 Geschäftsführer der Lebensmittelkette Tegut. Er verließ das Unternehmen auf eigenen Wunsch, nachdem umfangreiche Sanierungsmaßnahmen bekannt gegeben wurden.

## Leben
Gutberlet ist der Enkel des Tegut-Gründers Theo Gutberlet. Er studierte an der Berufsakademie in Karlsruhe und arbeitete anschließend bei dm-drogerie markt sowie Nestlé im Bereich Marketing und Vertrieb, bevor er 1998 ins Familienunternehmen eintrat.
Zunächst war er im Geschäftsbereich Marketing tätig, danach wurde er Vorstand Finanzen und Rechnungswesen, ab 2002 Vorstand Sortiment und Marketing. 2009 übernahm er den Vorstandsvorsitz. Auch nach dem Verkauf von Tegut an die Genossenschaft Migros Zürich im Jahr 2013 blieb er als Geschäftsführer Chef des Unternehmens. Er baute Teguts Vorreiterrolle im Bereich Bio-Produkte und Nachhaltigkeit aus.